# Vorbis
A Vorbis szabad és nyílt hangtömörítési eljárás (kodek), amit a Xiph.org Alapítvány fejleszt. Általában az Ogg konténerrel használják, ezért gyakran nevezik – nem teljesen pontosan – Ogg Vorbisnak vagy – még kevésbé pontosan – Oggnak is.
A Vorbis – a Xiph.org többi projektjével együtt – annak hatására jött létre, hogy az MP3 formátumhoz fűződő szabadalmi jogokat birtokló Fraunhofer Intézet 1998 szeptemberében bejelentette, hogy jogdíjat fog szedni az MP3 használatáért.
A többi audioformátumhoz képest a Vorbis újkeletű: a stabil v1.0-s verzió 2002. július 19-én jelent meg.

## Növekvő népszerűség
Az Ogg Vorbis formátum bizonyította népszerűségét a nyílt forráskódú közösségekben; határozottan állítják, hogy annak nagyobb pontossága és teljesen szabad volta alkalmassá teszi a körülbástyázott MP3 formátum leváltására. Bár az MP3-at az 1990-es évek közepe óta széles körben alkalmazták, egészen 2005-ig megtartotta uralkodó pozícióját a veszteséges hangtömörítési eljárások között.
A kereskedelmi szektorban számos újabb számítógépes játékban alkalmazzák a Vorbist (legjobb példák az Epic Games Unreal Tournament 2003 és az Unreal Tournament 2004, a Microsoft Halo és a Uru PC-s átirata). A Vorbist támogató hardveres lejátszók száma folyamatosan növekszik; a kompatibilis lejátszók listáját lásd lejjebb. Sok népszerű szoftveres lejátszó támogatja a Vorbis formátumot, néhány közülük külső plug-in segítségével; a kompatibilis lejátszók listáját lásd lejjebb. Az Ogg Vorbis növekvő népszerűségének másik jele az azt támogató weboldalak száma, mint például a Jamendo vagy a Mindawn, és néhány nemzeti rádióállomás, mint a Radio France és a CBC Radio, melyek a Vorbis streamek (adatfolyamok) adását is támogatják.

## Hardver- és szoftvertámogatottság

### Hardver
Egyre több hordozható lejátszó és asztali „DVD” lejátszó képes a Vorbis kódolású zenék lejátszására.

### Szoftver
- A népszerű Ubuntu Linux Amerikában ezt az eljárást használja
- A Spotify e formátumban streameli a zenét

#### Lejátszás
Az Ogg Vorbis többek között az alábbi lejátszókkal hallgatható:
- XMMS (Unix-szerű rendszerekhez, GPL szabad licence, régi neve X11amp)
- KMPlayer Windows, Linux
- zinf (Linux és Windows, GPL, régi neve FreeAmp)
- Winamp (Windows, freeware de nem szabad software)
- JOrbis (tiszta Java, LGPL licenc)
- foobar2000 (Windows, freeware, jó minőségű lejátszás)
- GStreamer (Unix-szerű rendszerekhez, GPL)
- JetAudio (freeware médialejátszó)
- VLC media player (médialejátszó)

#### Előállítás
A Vorbis előállítható a Xiph.org saját eszközeivel. Emellett számos program támogatja, például:
- Linux, *BSD és Unix platformok:
  - Ogg Vorbis tools: oggenc (általában része a disztribúcióknak, portoknak)
- Linux, MacOSX, Windows:
  - Audacity 
  - Steinberg Cubase, Nuendo
- Linux (Wine), Windows:
  - dBpowerAMP Music Converter